# Why You Wanna Trip on Me
Why You Wanna Trip on Me ist ein Lied des US-amerikanischen Sängers Michael Jackson. Es wurde am 26. November 1991 auf Jacksons achtem Studioalbum Dangerous veröffentlicht.

## Inhalt
Michael Jackson singt in diesem Lied davon, dass es so viele Probleme gibt, dass die Leute sich doch eigentlich mal mit etwas anderem beschäftigen könnten, als ihm ein Bein zu stellen (wörtlich: „über ihn zu stolpern“).

## Besetzung
- Songwriting – Teddy Riley, Bernard Belle
- Produktion – Michael Jackson, Teddy Riley
- Gesang/Hintergrundgesang – Michael Jackson
- Keyboard, Synthesizer, Gitarre – Teddy Riley
- Gitarre im Intro – Paul Jackson Jr.
- Rhythmus-Arrangement – Teddy Riley
- Tontechniker, Abmischung – Bruce Swedien[1]